# Huo Hsing Vallis

Huo Hsing Vallis é um antigo vale fluvial no quadrângulo de Syrtis Major em Marte a 30.5° latitude norte e 293.4° longitude oeste.  Sua extensão é de 318 quilômetros e seu nome vem da palavra "Marte" em mandarim.

## Diques
Os solos de algumas crateras na área de Syrtis Major exibem tergos alongados em um padrão reticulado. Alguns padrões são típicos de falhas e diques do tipo breccia formados como resultado de um impacto. Os tergos se formam onde ocorreu uma erosão aprimorada. A água pode fluir ao longo das falhas. A água muitas vezes transporta minerais que acabam por cimentar os minerais rochosos os fazendo assim mais rígidos. Posteriormente quando a área inteira é submetida ao processo erosivo os diques permanecerão como tergos por serem mais resistentes à erosão. Essa descoberta pode ser de grande importância para a futura colonização de Marte porque esses tipos de falhas e diques breccia na Terra são associados a importantes recursos minerais.  Talvez, quando as pessoas puderem viver em Marte esses tipos de áreas terão seus minerais extraídos tal como na Terra.